# Ваханская тюбетейка

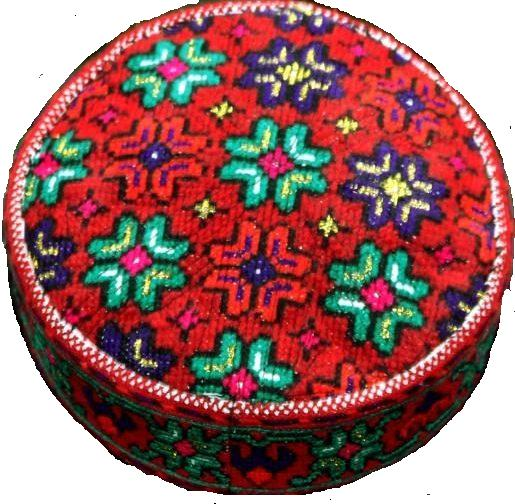
Ваханская тюбетейка

Ваханская тюбетейка (вах: x̆ikwor skid, тадж. тоқии вахонӣ) — традиционный головной убор ваханцев — одного из памирских народов.

## Название
На ваханском языке тюбетейка называется skid. Слово это, как отмечает И. М. Стеблин-Каменский, происходит от древне-иранского *skauða/(s)keudh — «покрывать». Как название головного убора оно сравнительно недавно перешло на современную ваханскую тюбетейку (читральского происхождения) с более древнего головного убора. Тот древний головной убор, по-видимому, носили все сакские племена Памира. Он представлял собой небольшую высокую остроконечную шапочку.Такую остроконечную шапочку с орнаментом до сих пор носят ишкашимцы Афганистана, тогда как ишкашимцы левого берега реки Пяндж, проживающие в таджикском Ишкашимском районе, предпочитают носить (особенно молодёжь на свадьбах и праздниках) шугнанскую тюбетейку, но в смешанных ишкашимско-ваханских семьях носят и ваханскую тюбетейку.

## Особенности шитья
Ваханский скид отличается от тюбетеек других регионов Таджикистана по форме, цвету и методу шитья. Работа исключительно ручная и довольно трудоёмкая. Для шитья ваханских тюбетеек используется специальная ткань и тонкие нити. В зависимости от сложности узора шитье одного skid займёт от двух до трёх месяцев.

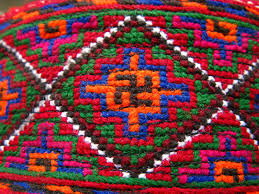
Свастика — один из элементов узора ваханской тюбетейки

Узоры ваханских тюбетеек пёстрые, изображаются не только такие древни символики, как свастика, но цветы наподобие трёхлиственника, полевого цветка, розы, тюльпана и др. Узоры тюбетеек отличаются друг от друга и редко повторяются.
Ваханская тюбетейка шьётся двумя способами — левшой и с копии. Так как второй способ более сложный, сейчас он не так популярен, хотя был более распространённым способом шитья данных тюбетеек в советские годы.
Ваханская тюбетейка состоит из двух частей — раф и цуск или тойсари. Эти части шьются по отдельности и после соединяются. Используемые цвета на ваханских тюбетейках имеют свой смысл и философию. Ярко красные, небесные, зелёные и жёлтые цвета, присущие этим тюбетейкам являются символами тепла, гордости и вечнозелёной природы. Особенности шитья ваханской тюбетейки и значение данного головного убора для национальной идентичности рассмотрены в работе таджикских исследователей. Они отмечают конструктивные и декоративные особенности ваханской тюбетейки, которая среди разных видов национальных тюбетеек является замечательным и воистину оригинальным образцом. Изолированный образ жизни жителей высокогорного района Таджикистана (Ваханская долина) позволил им создать и донести до наших дней неповторимые орнаментальные мотивы. Как показали исследования, ваханцы, проживающие в сопредельных странах (Афганистан, Пакистан, Китай), также сохранили традиции, сформированные в этой области материальной культуры народов Таджикистана. Вместе с тем, благодаря синтезу разных культур в конструкции и декоре их тюбетеек наблюдаются и отличительные особенности .